# Brigitte Haentjens
Pour les articles homonymes, voir Haentjens.
Pour les autres membres de la famille, voir Famille Haentjens.
Brigitte Haentjens, née le 29 juillet 1951 à Versailles (Seine-et-Oise), est une metteure en scène québécoise et franco-ontarienne d'origine française,.

## Biographie
Brigitte Haentjens a étudié la philosophie à l'Université de Vincennes. Elle a fait partie de la troupe étudiante de l'École des hautes études commerciales de Paris, où sa passion pour le théâtre s'est développée. Elle est formée en France où elle se familiarise avec les possibilités créatrices et théâtrales du corps à l'école de Jacques Lecoq.
Elle s'installe en Ontario, au Canada, en 1977, où elle coécrit La parole et la loi ainsi que Hawkesbury Blues,. Elle entreprend ainsi une carrière de directrice artistique et de metteure en scène qui se déploie en Ontario, où elle dirige le Théâtre du Nouvel-Ontario de 1982 à 1990, à Sudbury, et où elle mettra en scène plusieurs pièces en collaboration avec Jean-Marc Dalpé,.
À la demande de Jacques Vézina, elle travaille comme directrice artistique et metteure en scène au Théâtre Denise-Pelletier, à Montréal. Ses programmations se distinguent par leur audace et leur appel à de jeunes créateurs. Elle met également en scène des pièces au Théâtre de Quat'Sous et au Théâtre Espace Go.
De 1984 à 1990, elle est présidente de l'Association des théâtres francophones du Canada, qui a pour but de mettre en relation les petites compagnies de théâtre éloignées des grands centres comme Québec et Montréal et de défendre leur survie.
Brigitte Haentjens a aussi été codirectrice du Carrefour international de théâtre avec Marie Gignac, à Québec, de 1996 à 2006.
Afin d'avoir une plus grande liberté de création et de pouvoir travailler sur une création collective intitulée Je ne sais plus qui je suis, elle fonde sa propre compagnie, Sibyllines, en 1997,. Je ne sais plus qui je suis, créée en collaboration avec sept actrices, a pour but d'illustrer « les fractures secrètes de l'identité féminine». Elle est la directrice artistique de Sibyllines depuis sa fondation ainsi que du Théâtre français du Centre national des Arts depuis 2012,.
Au cours des dernières années, sa démarche de metteure en scène s’est signalée par son audace singulière et le choix de ses collaborateurs. Elle explore, entre autres, des thèmes comme le désespoir, la violence, les relations entre pouvoir et sexualité ainsi que la difficulté d'être une femme.
Brigitte Haentjens est l'une des instigatrices du Moulin à paroles, un évènement littéraire ayant eu lieu sur les Plaines d'Abraham à Québec les 12 et 13 septembre 2009. Une centaine de personnalités y ont lu sans interruption, jour et nuit, des textes marquants de l'histoire du Québec.
En 2003, Brigitte Haentjens est choisie comme présidente du jury du Prix des Lecteurs de Radio-Canada.
En 2012, elle est co-organisatrice de Nous? qui donne la parole à des textes politiques et contemporains[réf. nécessaire].

### Écrits
Dans le recueil de poésie D'éclats de peines (1991), Brigitte Haentjens livre, en vers libres, la douleur et le désespoir d'une peine d'amour pour enfin retrouver espoir, maintenant « paisible comme la tendresse / d'un lit d'hiver ».

## Œuvres

### Romans et récits
- Blanchie, Sudbury, Prise de parole, 2008, 262 p.  (ISBN 9782894232248).
- Une femme comblée, Sudbury, Prise de parole, 2012, 190 p.  (ISBN 9782894232835).
- D'éclats de peine, Sudbury, Prise de parole, 2013, 56 p.  (ISBN 9782894232866).
- Un jour je te dirai tout, Montréal, Boréal, 2017, 105 p.  (ISBN 9782764625187).
- Sombre est la nuit, Montréal, Boréal, 2022, 232 p.  (ISBN 9782764627280)

### Théâtre
- Hawkesbury blues, avec Jean Marc Dalpé Sudbury, Prise de parole, 1982, 74 p.  (ISBN 0920814425).
- Nickel, avec Jean Marc Dalpé Sudbury, Prise de parole 1984
- Strip avec Catherine Caron et Sylvie Trudel, 1982 Prise de Parole

### Poésie
- D'éclats de peine, Sudbury, Prise de parole, 1991, 56 p.  (ISBN 2894230095 et 9782894230091).

### Collaborations
- La parole et la loi, avec la Corvée, Sudbury, Prise de parole, 1980, 80 p.  (ISBN 0920814263 et 9780920814260).
- Strip, par Catherine Caron avec la collaboration de Brigitte Haentjens et Sylvie Trudel, Sudbury, Prise de parole, 1983, 48 p.  (ISBN 0920814492).
- 1932, la ville du nickel : une histoire d'amour sur fond de mines, par Jean-Marc Dalpé avec la collaboration de Brigitte Haentjens, Sudbury, Prise de parole, 1984, 62 p.  (ISBN 0920814611).
- Matériaux pour Médée : fragments et réflexions autour de Médée-Matériau de Heiner Muller mis en scène par Brigitte Haentjens, par Stéphane Lépine avec la collaboration de Heiner Müller, Pierre Deshusses et Brigitte Haentjens, Montréal, Publications Sibyllines, 2004, 43 p.
- Koltès-Haentjens : des signes noirs sur la blancheur du monde, par Stéphane Lépine avec la collaboration de Bernard-Marie Koltès et Brigitte Haentjens, Montréal, Sibyllines, 2006, 42 p.
- Tout comme elle, avec Louise Dupré, Montréal, Québec Amérique, 2006, 110 p.  (ISBN 2764404549).
- Un chœur qui bat : propos et entretiens sur l'œuvre de Louise Dupré et la production de la pièce Tout comme elle mise en scène par Brigitte Haentjens, par Stéphane Lépine avec la collaboration de Brigitte Haentjens, Louise Dupré et Nicole Brossard, Montréal, Publications Sibyllines, 2006, 36 p.
- L'homme est un loup pour l'homme (et la femme--) : notes sur l'oeuvre de Sarah Kane et réflexions autour de la mise en scène signée Brigitte Haentjens de Blasté, par Stéphane Lépine avec la collaboration de Brigitte Haentjens, Montréal, Publications Sibyllines, 2008, 44 p.
- Sous haute surveillance, le Moulin à paroles, avec Gilles Pellerin, Québec, L'Instant même, « coll. Instant scène », 2010, 191 p.  (ISBN 9782895023029).

### Autres
- Un regard qui te fracasse : propos sur le théâtre et la mise en scène, Montréal, Boréal, 2014, 219 p.  (ISBN 9782764623541).

## Mises en scène
- 1979 : La Parole et La loi, collectif, Théâtre de la Corvée
- 1980 : Un bon petit diable  de R. Albani, Théâtre de l’Ile
- 1981 : La Mesure Humaine de Paul Doucet, Théâtre de la Vieille 17
- 1982 : Hawkesbury Blues de Jean Marc Dalpé et Brigitte Haentjens, Théâtre de la Vieille 17[9] — L'Opéra de quat'sous de Bertolt Brecht, Théâtre du Nouvel-Ontario[10] — Un p'tit bout de... Stage de Jean-Marc Dalpé et Brigitte Haentjens[10]
- 1983 : Les Porteurs d’eau de Michel Marc Bouchard, Théâtre du Nouvel-Ontario[3] — Un spectacle de Comedia Dell'arte[10]
- 1984 : Nickel de Jean-Marc Dalpé et Brigitte Haentjens, Théâtre du Nouvel-Ontario[6]
- 1985 : Entre-Deux de Jean-Marc Dalpé et M. Vallières, Théâtre du Nouvel-Ontario[11] — Banlieue, collectif, Théâtre Cabano — On n’est pas des enfants d’école de Gilles Gauthier, Théâtre du Nouvel-Ontario
- 1986 : Tourist room, no vacancy de Yves-Gerard Benoit, Théâtre du Nouvel-Ontario — Les Rogers de Jean-Marc Dalpé, Robert Marinier et Robert Bellefeuille, Théâtre du Nouvel-Ontario[3]
- 1987 : Des yeux au bout des doigts de Louise Painchaud, Théâtre du Nouvel-Ontario[12] — Pylône, adaptation théâtrale du roman de William Faulkner, Centre national des Arts[12]
- 1988 : Le chien de Jean-Marc Dalpé[6]
- 1989 : Un oiseau vivant dans la gueule de Jeanne-Mance Delisle, Théâtre de Quat'Sous
- 1990 : Oh les beaux jours de Samuel Beckett, Espace Go
- 1991 : Bonjour, là, bonjour de Michel Tremblay, Théâtre populaire du Québec — L’Hyppopotamie de Louise Bombardier, Théâtre des Confettis
- 1992 : Bérénice de Jean Racine, Espace Go — Hippopotamie de Louise Bombardier[6]
- 1993 : Caligula d'Albert Camus, Nouvelle Compagnie Théâtrale
- 1994 : Eddy de Jean-Marc Dalpé, Nouvelle Compagnie Théâtrale — True West de Sam Shepard, Nouvelle Compagnie Théâtrale
- 1995 : Noces de sang de Federico García Lorca, Théâtre du Collège Lionel-Groulx — Andromaque de Jean Racine, École nationale de théâtre du Canada — La  maison de Bernarda Alba de Federico García Lorca, Théâtre du Cégep de Saint-Hyacinthe
- 1996 : Possibilités de Howard Barker, Théâtre du Collège Lionel-Groulx — Quartett de Heiner Müller, Espace Go
- 1997 : Combat de nègre et de chiens de Bernard-Marie Koltès, Théâtre du Nouveau Monde
- 1998 : L'Assemblée des femmes d’après Aristophane, Conservatoire d'art dramatique du Québec — Je ne sais plus qui je suis, collectif, Théâtre les Deux Mondes
- 1998 : Qui a peur de Virginia Woolf d’Edward Albee, Théâtre du Trillium — Cris et Blues de Jean Marc Dalpé Patrice Desbiens et Robert Dickson, Théâtre du Nouvel-Ontario — Le Chien de Jean Marc Dalpé, Théâtre du Nouvel-Ontario
- 1999 : Marie Stuart de Dacia Maraini, Théâtre du Nouveau Monde — La Nuit juste avant les forêts de Bernard-Marie Koltès, Lion d'or
- 2000 : Les Nô modernes de Mishima, Collège Lionel-Groulx — Malina, inspiré de l’œuvre de Ingeborg Bachmann, Espace Go — Électre de Sophocle, Espace Go
- 2001 : Hamlet-machine de Heiner Müller — Mademoiselle Julie d’August Strindberg, Espace Go
- 2002 : Antigone de Sophocle, Théâtre du Trident, Québec — La nuit juste avant les forêts de Bernard-Marie Koltès[6]
- 2003 : Éden-Cinema de Marguerite Duras, Théâtre Français du Centre national des Arts — Farces conjugales de Georges Feydeau[6]
- 2004 : Médée-matériau de Heiner Müller, Usine C — La Cloche de verre d’après l’œuvre de Sylvia Plath[6]
- 2006 : Tout comme elle de Louise Dupré[6]
- 2007 : Vivre, d'après l'œuvre de Virginia Woolf[6]
- 2008 : Blasté de Sarah Kane, traduction Jean Marc Dalpé, Usine C
- 2010 : Woyzeck de Georg Büchner[6]- Douleur exquise d'après Sophie Calle
- 2012 : L'Opéra de quat'sous de Bertolt Brecht et Kurt Weill[6]
- 2013 : Le 20 novembre de Lars Norén — La nuit juste avant les forêts avec Sébastien Ricard —Ta douleur en collaboration avec Francis Ducharme et Anne Le Beau[6]
- 2014 : Molly Bloom, d'après le roman de James Joyce[6]
- 2015 : Richard III de Shakespeare[6],[13]- La bibliothèque interdite de Denis Plante
- 2016 : Une femme à Berlin de Marta Hillers, traduction de Françoise Wuilmart, adaptation de Jean Marc Dalpé, Espace Go[14]
- 2018 : Dans la solitude des champs de coton de Bernard-Marie Koltès, Montréal, Usine C
- 2019 : Parce que la nuit  d'après Patti Smith, Espace Go
- 2020 : Sang de Lars Norén, Usine C
- 2021 : Pour en finir avec Octobre? de Sébastien Ricard au Diamant - Rêve et Folie de Georg Trakl  FIL et Théâtre de Quat'Sous
- 2023 : ROME  d'après Shakespeare, adaptation de Jean Marc Dalpé, Usine C - Mains Moites avec Catherine Gaudet et Francis Ducharme à l'Agora de la danse

## Prix et honneurs
- 2007 : Prix Siminovitch[1],[15]
- 2007 : Prix Gascon-Thomas[1]
- 2017 : Officier de l'ordre du Canada[16]
- 2017 : Prix du Gouverneur général pour les arts du spectacle[17]
- 2019 : Compagne de l'Ordre des arts et des lettres du Québec[18]